# Rinspeed Veleno
El Rinspeed Veleno es un prototipo de automóvil creado por el fabricante suizo Rinspeed en 1993. Se trata de un Dodge Viper modificado. Tiene un motor V10 de 8 litros y 820 Nm de par motor y tiene control electrónico de inyección de óxido nitroso. La potencia del motor usado originalmente en el Viper fue aumentada de 400 CV (300 kW) a 550 CV (410 kW).
En el interior, el Veleno presenta una tapicería Vinerus en lugar del cuero original, con el panel de instrumentos y la consola central pintados de verde, un cargador de CD integrado marca Alpine y un teléfono móvil Nokia 121.